# Julijana Matanović

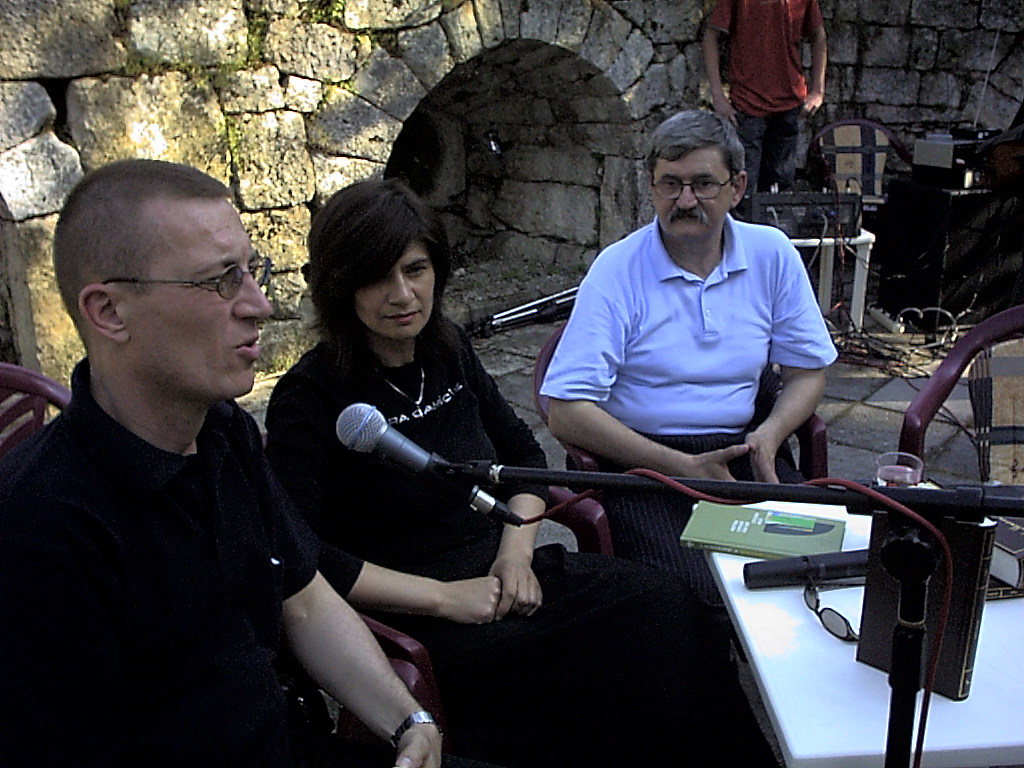
Julijana Matanović (midden)

Julijana Matanović (Gradačac, 1959) is een Kroatische schrijfster.

## Leven en werk
Matanović is opgegroeid in Oost-Slavonië en afgestudeerd in de literatuur aan de Universiteit van Osijek. Voor haar vervolgstudie kwam ze naar Zagreb waar ze sindsdien woont en werkt als hoogleraar Nieuwe Kroatische literatuur aan de Universiteit van Zagreb.
Zij heeft vele publicaties op haar naam in de vakliteratuur, maar is bij breed publiek vooral bekend om haar vertelproza. Haar eerste verhalenbundel, volgens sommigen eigenlijk een roman, getiteld Waarom ik jullie heb voorgelogen, uit 1997 is sindsdien vijftien keer opnieuw uitgegeven. Daarna volgden tien andere romans en verhalenbundels, waarvoor zij meerdere literaire prijzen ontving. De vertelstijl en taal van Julijana Matanović zijn herkenbaar aan een massief, meanderend, sfeervol narratief met lange zinnen en vaak even lange bijzinnen. Zij gebruikt veel lokale uitdrukkingen met impliciete invloeden uit Slavonië en vele gecursiveerde accenten in de tekst. Zodoende beeldt ze in haar proza plastisch de kenmerken uit van het taalgebruik in de streek waar zij is opgegroeid. Matanović schrijft en publiceert ook vaak in co-producties met andere auteurs.

### Vertelproza
- 1997 Zašto sam vam lagala (Waarom ik jullie heb voorgelogen, in het Nederlands uitgegeven in de anthologie Voetbal, engelen, oorlog - Een bloemlezing uit het Kroatische fictieve proza tussen 1990 en 2010 in 2013), roman of verhalenbundel
- 2000 Bilješka o piscu (Over de schrijver), roman
- 2005 Završen krug (De cirkel is rond), prozawerken van J. Matanović en S. Franković
- 2008 Tko se boji lika još (Wie is er nog bang voor het personage), roman
- 2009 Knjiga od žena, muškaraca, gradova i rastanaka (Een boek over vrouwen, mannen, steden en afscheiden), verhalenbundel
- 2010 O čemu ti to govoriš (Waar heb je het toch over (2010), verhalen
- 2010 One misle da smo male (Ze denken dat we nog klein zijn), een educatieve jeugdroman geschreven met A. Dorić, arts. In Nederland uitgegeven door KLIN in 2017
- 2011 Cic i svila (Katoen en zijde), verhalen
- 2011 Ispod stola - Najljepše antikorupcijske priče (De mooiste anti-corruptieverhalen), verhalenbundel van meerdere auteurs
- 2012 Samo majka i kći (Alleen moeder en dochter), verhalen
- 2012 Božićna potraga (De kerstzoektocht), verhalen

### Non-fictie
- 2000 Lijepi običaji (Goede gewoontes), verzameling nawoorden
- 2003 Kao da smo otac i kći (Alsof wij vader en dochter waren), feuilletons
- 2003 Mine - Kobni korak (Mijnen - een noodlottig stap), educatieve jeugdproza, co-auteur Reine-Marguerite Bayle
- 2003 Krsto i Lucijan (Christian en Luciën), verhandelingen en essays over de Kroatische roman
- 2005 Laura nije samo anegdota (Laura is meer dan een anekdote), essays
- 2009 Još uvijek lijepe (Nog steeds mooi), verzameling korte verhalen uit de Kroatische literatuur
- 2012 sumnja.strah@povijest.hr (twijfel.angst@kroatische.geschiedenis), essays

- Bibsys: 99004177
- Bibliothèque nationale de France: cb146099519 (data)
- Gemeinsame Normdatei: 122405293
- International Standard Name Identifier: 0000 0001 0920 2870
- Library of Congress Control Number: n93110144
- Nationale Bibliotheek van Tsjechië: js2005269533
- Nederlandse Thesaurus van Auteursnamen: 29729878X
- Système universitaire de documentation: 085541397
- Virtual International Authority File: 84243863
- WorldCat: E39PBJkHhVqrGYTpJPgxgxF3Qq